# روبرت إدوارد إدموندسون
روبرت إدوارد إدموندسون (بالإنجليزية: Robert Edward Edmondson)‏ هو صحفي أمريكي، ولد في 1872 في دايتون في الولايات المتحدة، وتوفي في 1959.